# Квинт Фульвий Нобилиор
Квинт Фу́львий Нобилио́р (лат. Quintus Fulvius Nobilior; умер после 136 года до н. э.) — римский военачальник и политический деятель из плебейского рода Фульвиев Нобилиоров, консул 153 года до н. э., цензор 136 года до н. э. Был наместником Ближней Испании, где неудачно воевал с кельтиберами.

## Происхождение
Квинт Фульвий принадлежал к плебейскому роду Фульвиев, представители которого переехали в Рим из Тускулума в середине IV века или немного позже и впервые достигли консульства в 322 году до н. э. Согласно Капитолийским фастам, отец и дед Квинта носили преномен Марк. О Марке-старшем ничего не известно, а Марк-младший — это консул 189 года до н. э. Фульвии Нобилиоры находились в довольно близком родстве с Фульвиями Центумалами.
Старшим братом Квинта был Марк Фульвий Нобилиор, консул 159 года до н. э., родным дядей (единоутробным братом отца) — Гай Валерий Левин, консул-суффект 176 года до н. э..

## Биография
Первое упоминание о Квинте Фульвии в сохранившихся источниках относится к 184 году до н. э. Тогда он был одним из триумвиров, занимавшихся выведением колоний в Потенцию в Лукании и Пизавр в Пицене. Предположительно в 160 году до н. э. он занимал должность курульного эдила, а не позже 156 года до н. э. должен был получить претуру. Такой вывод историки делают из даты консулата Нобилиора и требований закона Виллия, установившего временной минимум между магистратурами.
В 153 году до н. э. Квинт Фульвий стал консулом вместе с ещё одним плебеем — Титом Аннием Луском. Поскольку годом ранее римляне потерпели поражение от восставших кельтиберов в Ближней Испании, сенат решил направить на Пиренейский полуостров одного из консулов (впервые после 195 года до н. э.). Эта миссия выпала Нобилиору — предположительно в результате простой жеребьёвки. Чтобы он как можно скорее отправился на театр военных действий, вступление магистратов в их полномочия перенесли с 1 марта на 1 января. Он получил армию, насчитывавшую, вместе с испанскими вспомогательными частями, почти 30 тысяч человек, и высадился в Тарраконе. Враждебный Риму город Сегеда был занят без боя. Но кельтиберы заключили союз с ареваками и 23 августа (в день Вулканалий) внезапно атаковали армию Нобилиора на марше. Римская пехота, не ожидавшая нападения, обратилась в бегство и понесла огромные потери: только римских граждан погибло 6 тысяч. Подоспевшая конница, в свою очередь, заставила бежать врага. Тем не менее битва оценивалась как явное поражение Рима, и с этого момента день Вулканалий даже стал считаться несчастливым.
Кельтиберы отступили в Нуманцию. Квинт Фульвий последовал за ними, и у стен города произошло новое большое сражение. В решающий момент римляне расступились, чтобы пропустить вперёд боевых слонов (накануне боя их прислал Нобилиору царь Нумидии Массинисса); кельтиберы, раньше не сталкивавшиеся с этими животными, обратились в бегство. Уже когда римляне атаковали городские стены, один из слонов был серьёзно ранен камнем, пришёл в бешенство и начал крушить всё вокруг. Его примеру последовали другие слоны, а защитники Нуманции использовали это для вылазки. В результате Квинт Фульвий потерпел второе поражение. Его армия потеряла 4 тысячи человек убитыми, а в общей сложности с начала кампании — треть или даже половину личного состава.
После этих событий восстание испанских племён распространилось на новые территории. О Нобилиоре известно, что он постарался привести армию в порядок. Его конница напала на город Аксиний, где хранились запасы хлеба, но была отбита; попытка набрать пополнение у одного из испанских племён поздней осенью тоже закончилась неудачей. Зиму римляне провели в лагере, а не в одном из прибрежных городов, что было необычно: возможно, Нобилиор просто не успел уйти к морю из-за раннего наступления зимы. Весной он передал армию своему преемнику Марку Клавдию Марцеллу и уехал в Рим.
Квинт Фульвий ещё раз упоминается в источниках в связи с Испанией. В 149 году до н. э. Сервий Сульпиций Гальба подвергся критике из-за его деятельности в провинции Дальняя Испания: Гальбу обвиняли в неоправданной жестокости по отношению к союзникам. Нобилиор поддержал этого нобиля и произнёс речь перед народом, в которой заявил, что оппоненты Сервия Сульпиция (в их числе был Марк Порций Катон Цензор) действуют, исходя из старой вражды. Эта речь не имела успеха, и Гальба избежал судебного преследования только потому, что смог разжалобить толпу.
Вершины карьеры — должности цензора — Квинт Фульвий достиг в 136 году до н. э., и его коллегой стал патриций Аппий Клавдий Пульхр. Известно, что при составлении списка сенаторов первым номером стал Пульхр.

## Потомки
Некий Квинт Фульвий, упомянутый в надписи эпохи Гракхов в городе Гаятия в Кампании (CIL I 825), возможно, был сыном Нобилиора.

## Интеллектуальные занятия
Марк Туллий Цицерон включил Квинта Фульвия в свой перечень римских ораторов. По его словам, Нобилиор «не был лишён дара речи» и по настоянию отца «с детства серьёзно изучал словесность». Вслед за отцом Квинт покровительствовал поэту Квинту Эннию и обеспечил ему римское гражданство.